# Statens geotekniska institut

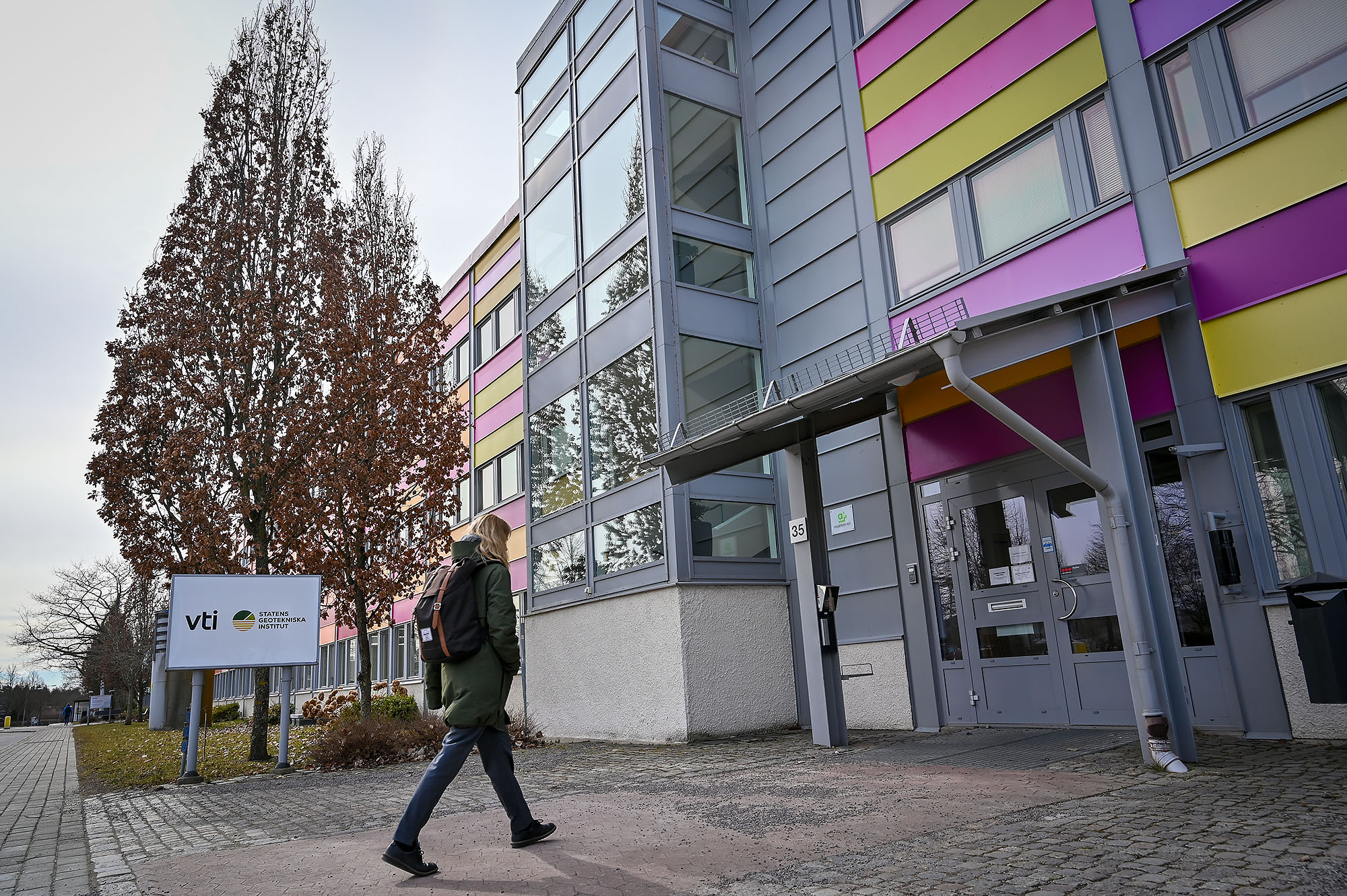
Entré SGI huvudkontor i Linköping

Statens geotekniska institut (SGI) är en statlig förvaltningsmyndighet och ett forskningsinstitut. SGI har ett övergripande ansvar för de geotekniska och miljögeotekniska frågorna i Sverige. I uppdraget ingår att minska riskerna för ras, skred, och stranderosion (erosion) samt ett ansvar för forskning, utveckling och kunskapsspridning inom efterbehandling av förorenade områden (marksanering). En viktig del i arbetet är att klimatanpassa samhället till nya risker och hot på grund av ett förändrat klimat.